# Setge d'Hondarribia (1476)
El setge d'Hondarribia fou un dels combats de la Guerra de Successió de Castella entre Isabel I de Castella, la pretendent Corona de Castella i el regne de França.

## Antecedents
El 1475, a la mort del rei Enric de Castella sense descendència masculina, Joana la Beltraneja, filla d'Enric, i Isabel de Castella, germanastra del rei, van reclamar els drets sobre el tron. Isabel estava casada amb Ferran, hereu de la Corona d'Aragó, i Joana amb el rei Alfons de Portugal. França, que havia ocupat el Rosselló des del Tractat de Baiona de 1462, va donar suport a Portugal per tal d'evitar el triomf d'Aragó, amb qui mantenia conflictes militars a Itàlia i al Rosselló.
L'atac simultani de francesos i portuguesos no es va poder produir per les maniobres de Carles de Borgonya a la Guerra de Borgonya, i després de la batalla de Toro els castellans van tenir temps per poder aixecar una companyia de guipuscoans i biscaïns, i reforçar Hondarribia.

## El setge
En maig de 1476 Alan d'Albret va penetrar a Guipúscoa amb 40.000 homes, mentre la flota de disset vaixells de Guillem de Casanova procedent d'Harfleur bloquejava la costa juntament amb quatre vaixells castellans capturats a Brest, però les turmentes van malmetre la flota, fent embarrancar els vaixells de suport a Bermeo. Es va armar una flota guipuscoana a Bilbao comandada per Ladrón de Guevara y Quesada per reabastir la vila, de la que Juan de Gamboa era alcaid, i Casanova va evitar el combat dirigint-se a Portugal. Albret va haver de retirar-se en juny de 1476.

## Conseqüències
Després de combatre els genovesos en la batalla del Cap de Sant Vicent, Guillem de Casanova va escoltar Alfons V de Portugal a França el mes de setembre, on va establir-se un anys, per entendre que el francès concertava un acord amb Ferran i Isabel i va abdicar en 1477.
El papa Sixt IV va decidir dissoldre la unió entre Joana i Alfons pel vincle de consanguinitat el 1479, i pel Tractat d'Alcaçovas es posa fi a les hostilitats, Alfons renuncia al tron de Castella i s'acorda el casament de la infanta Isabel d'Aragó amb el príncep Alfons de Portugal, fill del príncep Joan de Portugal i el casament de Joana la Beltraneja amb l'infant hereu dels Regnes de les Espanyes, infant Joan d'Aragó o bé ingressar en un convent portuguès renunciant als seus drets i títols castellans. Joana la Beltraneja va escollir finalment aquesta última opció, restant reclosa fins a la seva mort el 1530.